# D-BOYS
D-BOYS（ディーボーイズ）は、日本の渡辺プロダクション系列の芸能事務所であるワタナベエンターテインメントに所属する男性若手俳優により構成される集団である。結成は2004年。
Dには、drama（芝居）、dream（夢）、debut（デビュー）、discovery（発見）、development（成長、発達）のDが頭文字の5つの英単語の意味が込められている。
弟的な集団としてD2（2013年にD-BOYSと合体）があり、関西版D-BOYSとして劇団Patchがある。
また、#関連プロジェクトとしてD-BOYS SING projectがあり、サバイバル型育成ユニット「#DBSing」がグループとして活動中。
DBSingから選抜されたメンバーによる「#SEVENIC」が結成された。
さらに、D-BOYS結成20周年を記念して、若手俳優ユニットWAVEが誕生した。

## 概要
2004年、ワタナベエンターテインメント所属の俳優一太郎と遠藤雄弥、そして前年の交通事故の影響で芸能活動全般を休止していた柳浩太郎の3名で結成。新メンバーを募る「第1回D-BOYSオーディション」を開催し、同年7月24日にオーディションの最終選考が行われてメンバーを増員した（ただし、既に芸能活動をしていた城田優のみオーディション以前に加入が決定していた）。初期より遠藤がリーダーを務め、2012年の遠藤の卒業にあたり「新たなリーダーは決めない」と明言した。
結成発表時のメンバーであった3名全員が舞台『ミュージカル・テニスの王子様』出演経験者であり、D-BOYSはこれ以降も同舞台への出演者を多く輩出している。D-BOYSオーディションの受賞者ではないが、同作への出演が決定したタイミングでD-BOYS加入が発表されたケースもある。また、特撮番組の出演経験者も多い。
結成初期の活動は、写真集の発売やファン向けのイベント開催など。『新春かくし芸大会』などのテレビ番組や事務所主催の舞台に数名が出演していたが、メンバー一同が揃う機会はイベント時のみであった。2006年4月より半年間、冠レギュラー番組『DD-BOYS』が放送された。メンバー個々は俳優として活動していたが、当時は「俳優集団」という前例もなかったため、後に和田正人などはD-BOYSがアイドルグループだと思われることに対する葛藤があったと明かしている。
2007年6月、メンバー総出となる初のオリジナル舞台公演『D-BOYS STAGE VOL.1「完売御礼」』を上演、同作のチケットは15分で完売した。以降、D-BOYS STAGE（2012年にDステと改名）は定期的に上演され、D-BOYSの活動の中心のひとつとなる。
2009年に弟分ユニットD2が結成され、これ以降D-BOYSオーディション受賞者のほとんどはD2に加入となった。D2は翌2010年4月に本格始動と発表され、D2単独でのライブ・イベント開催などの活動を行う。
2010年、ワタナベエンターテインメント設立10周年の記念企画として「2010年 D-BOYS プロジェクト」が始動。年間3作のDステ公演、冠レギュラー番組『D-BOYS BE AMBITIOUS』放送、スペシャルユニットD☆DATEの結成とCDデビューなど、様々な企画を展開した。
2013年10月、「新生D-BOYS」としてD2がD-BOYSに加入することが発表され、過去最大人数の30名（発表時）のグループとなった。同年には「D-BOYSオーディション」が3年ぶりに開催された。D2の合流を除けば2010年の堀井新太以降は久しく新メンバーの加入はなかったが、2015年に宮崎秋人、2016年に中尾暢樹と、同じ事務所内でそれぞれ個人で活動をしていた俳優が加入した。

## メンバー
D2合流以前のD-BOYSメンバーのほとんどは、「D-BOYSオーディション」受賞者および参加者である。D-BOYS加入以前から他事務所で芸能活動をしていた者も数名いる。同オーディションは2004年から毎年開催されていたが、「メンバーの育成が重要課題」という方針により、2011年・2012年は開催されなかった。なお、ワタナベエンターテインメント所属の若手男性俳優の全員がD-BOYSやD2所属者（在籍経験者）・D-BOYSオーディション参加者というわけではない。
脱退に関して、D-BOYS公式サイトから除名となっても一切の報告がない場合もある。

### 現メンバー
公式サイトによる順
| 名前         | よみ                  | 生年月日               | 加入時期   | 備考                                                    |
| ------------ | --------------------- | ---------------------- | ---------- | ------------------------------------------------------- |
| 和田正人     | わだ まさと           | 1979年8月25日（45歳）  | 2004年10月 | D-BOYS歴代最年長                                        |
| 鈴木裕樹     | すずき ひろき         | 1983年10月3日（41歳）  | 2004年12月 |                                                         |
| 新木宏典     | あらき ひろふみ       | 1983年6月14日（41歳）  | 2004年12月 | D☆DATEリーダー                                          |
| 瀬戸康史     | せと こうじ           | 1988年5月18日（37歳）  | 2005年12月 | D☆DATEメンバー                                          |
| 碓井将大     | うすい まさひろ       | 1991年12月3日（33歳）  | 2007年12月 | 第4回D−BOYSオーディショングランプリ                     |
| 堀井新太     | ほりい あらた         | 1992年6月26日（32歳）  | 2010年9月  | D☆DATEメンバー D☆DATE新メンバーオーディショングランプリ |
| 陳内将       | じんない しょう       | 1988年1月16日（37歳）  | 2013年10月 |                                                         |
| 池岡亮介     | いけおか りょうすけ   | 1993年9月3日（31歳）   | 2013年10月 |                                                         |
| 山田裕貴     | やまだ ゆうき         | 1990年9月18日（34歳）  | 2013年10月 | D☆DATE新メンバーオーディションD-BOYS部門グランプリ      |
| 大久保祥太郎 | おおくぼ しょうたろう | 1995年8月27日（29歳）  | 2013年10月 |                                                         |
| 宮崎秋人     | みやざき しゅうと     | 1990年9月3日（34歳）   | 2015年10月 |                                                         |
| 中尾暢樹     | なかお まさき         | 1996年11月27日（28歳） | 2016年1月  | D-BOYS最年少                                            |

### 過去のメンバー
備考にある情報は離籍した時期のもの。その後時間を経ての事務所移籍、引退からの活動再開、といった例も少なくない。詳細は各個人の記事を参照。
| 名前         | よみ                | 脱退時期       | 卒業/脱退 | 加入時期   | 備考                                                                 |
| ------------ | ------------------- | -------------- | --------- | ---------- | -------------------------------------------------------------------- |
| 一太郎       | いちたろう          | 2005年3月      | 卒業      | 結成時     | グランドスラムに移籍                                                 |
| 中村勝樹     | なかむら かつき     | 2005年4月1日   | 脱退      | 2004年10月 | 事務所離籍                                                           |
| 鐵進太郎     | てつ しんたろう     | 2005年4月1日   | 脱退      | 2004年10月 | 事務所離籍                                                           |
| 皆川佑馬     | みなかわ ゆうま     | 2007年2月1日   | 脱退      | 2004年10月 | 芸能界引退につき事務所離籍                                           |
| 城田優       | しろた ゆう         | 2008年7月6日   | 卒業      | 2004年10月 | 事務所離籍                                                           |
| 熊井幸平     | くまい こうへい     | 2008年10月1日  | 脱退      | 2005年12月 | オフィスシュウに移籍                                                 |
| 中村昌也     | なかむら まさや     | 2010年4月6日   | 脱退      | 2007年7月  |                                                                      |
| 中川真吾     | なかがわ しんご     | 2010年11月30日 | 脱退      | 2005年12月 | 事務所離籍                                                           |
| 中村優一     | なかむら ゆういち   | 2011年11月8日  | 脱退      | 2004年10月 | 芸能界引退につき事務所離籍                                           |
| 遠藤雄弥     | えんどう ゆうや     | 2012年9月17日  | 卒業      | 結成時     | 2021年12月事務所離籍 2022年 METEORA所属                              |
| 加治将樹     | かじ まさき         | 2012年9月17日  | 卒業      | 2004年10月 |                                                                      |
| 足立理       | あだち おさむ       | 2012年9月17日  | 卒業      | 2004年10月 | Breathに移籍                                                         |
| 五十嵐隼士   | いがらし しゅんじ   | 2013年11月30日 | 卒業      | 2004年10月 | 芸能界引退につき事務所離籍                                           |
| 上鶴徹       | かみつる とおる     | 2014年12月25日 | 脱退      | 2013年10月 | 事務所離籍                                                           |
| 橋本汰斗     | はしもと たいと     | 2015年12月25日 | 卒業      | 2008年12月 | 事務所離籍                                                           |
| 山口賢貴     | やまぐち けんき     | 2015年12月25日 | 卒業      | 2013年10月 | 芸能界引退につき事務所離籍                                           |
| 近江陽一郎   | おおみ よういちろう | 2016年3月31日  | 卒業      | 2013年10月 | 芸能界引退につき事務所離籍                                           |
| 高橋龍輝     | たかはし りゅうき   | 2016年6月30日  | 卒業      | 2008年7月  | 芸能界引退につき事務所離籍                                           |
| 阿久津愼太郎 | あくつ しんたろう   | 2016年9月30日  | 卒業      | 2013年10月 | 芸能界引退につき事務所離籍                                           |
| 柳浩太郎     | やなぎ こうたろう   | 2016年12月20日 | 卒業      | 結成時     | 事務所離籍                                                           |
| 三上真史     | みかみ まさし       | 2017年4月30日  | 卒業      | 2007年12月 | 事務所離籍、園芸デザイナーに転身                                     |
| 土屋シオン   | つちや しおん       | 2018年9月28日  | 卒業      | 2013年10月 | 事務所離籍、卒業後はフリー活動                                       |
| 根岸拓哉     | ねぎし たくや       | 2018年12月26日 | 卒業      | 2013年10月 | 事務所離籍、卒業後はフリー活動                                       |
| 白又敦       | しらまた あつし     | 2019年3月29日  | 卒業      | 2013年10月 | G-STAR.PROに移籍                                                     |
| 牧田哲也     | まきた てつや       | 2020年7月31日  | 卒業      | 2007年7月  | カクトエンタテインメントに移籍                                       |
| 柳下大       | やなぎした とも     | 2020年9月30日  | 言及なし  | 2006年12月 | 芸能界引退につき事務所離籍                                           |
| 山田悠介     | やまだ ゆうすけ     | 2021年3月31日  | 卒業      | 2009年7月  | 事務所離籍、卒業後はフリー活動                                       |
| 西井幸人     | にしい ゆきと       | 2021年9月30日  | 卒業      | 2013年10月 | 事務所離籍、卒業後はフリー活動 2022年4月、プロダクションflanelに所属 |
| 前山剛久     | まえやま たかひさ   | 2022年6月30日  | 言及なし  | 2013年10月 | 芸能界引退につき事務所離籍                                           |
| 荒井敦史     | あらい あつし       | 2023年3月31日  | 卒業      | 2013年10月 | 事務所離籍、卒業後はフリー活動                                       |
| 三津谷亮     | みつや りょう       | 2023年9月30日  | 卒業      | 2013年10月 | 芸能界引退につき事務所離籍                                           |
| 志尊淳       | しそん じゅん       | 2023年12月31日 | 卒業      | 2013年10月 | 事務所離籍                                                           |

### D-BOYSオーディション
第1回D-BOYSオーディション
- ファイナル開催日：2004年7月27日
- 受賞者：
  - グランプリ：中村優一
  - 準グランプリ：五十嵐隼士・中村勝樹
  - 審査員特別賞：和田正人
- 主な最終選考出場者：荒木宏文・鈴木裕樹

第2回D-BOYSオーディション
- ファイナル開催日：2005年7月31日[16]
- 受賞者[16]：
  - グランプリ：熊井幸平
  - 準グランプリ：瀬戸康史
  - 審査員特別賞：佐藤雄一[注 6]・中川真吾

第3回D-BOYSオーディション
- ファイナル開催日：2006年9月3日[17]
- 受賞者：
  - グランプリ：柳下大
  - 準グランプリ：牧田哲也
  - 月刊デ・ビュー賞：牧田哲也
  - smart賞：三好真[注 7]
- 主な最終選考出場者：橋本汰斗

第4回D-BOYSオーディション
- ファイナル開催日：2007年5月26日[18]
- 受賞者：
  - グランプリ：碓井将大
  - 準グランプリ：三上真史
- 主な最終選考出場者：山口賢貴[注 8]

第5回D-BOYSオーディション
- ファイナル開催日：2008年6月1日[19]
- 応募者総数：約2万2千人[19]
- 受賞者：
  - グランプリ：山田悠介
  - 準グランプリ：西井幸人[注 8]
  - 審査員特別賞：三津谷亮[注 8]

第6回D-BOYSオーディション
- コンセプトは「毎週がオーディション」[20][21]。
- ファイナル開催日：2009年9月6日[21]
- 応募者総数：約2万5千人[21]
- 最終選考出場人数：10人[21]
- 受賞者：
  - グランプリ：阿久津愼太郎[注 8]
  - 準グランプリ：池岡亮介[注 8]
  - 審査員特別賞：近江陽一郎[注 8]・谷川竜一[注 6][注 9]

D☆DATE新メンバーオーディション
- スペシャルユニット・D☆DATEの新メンバーを選考するオーディション。全国での予選やネット投票などを経て、最終選考会会場ではファン約500人による投票が行われた[22]。「D-BOYSオーディショングランプリ」部門は、ファイナル開催当日に急遽設けられたものである[22]。
- ファイナル開催日：2010年9月19日[22]
- 応募者総数：約3万人[22]
- 最終選考出場人数：6人[22]
- 受賞者：
  - グランプリ：堀井新太
  - D-BOYSオーディショングランプリ：山田裕貴[注 8]
- 主な最終選考出場者：今野良太郎[注 8]・前山剛久[注 8]

D-BOYSオーディション10th
- D-BOYS結成10周年に先駆けて開催されたオーディション[23]。ファイナル開催の翌日、TBSにてオーディションに密着した特別番組『THE・オーディション〜夢はD-BOYS・少年たちの戦い〜』が放送された。本オーディション受賞者および最終選考進出から事務所に入所した者はすべて、2014年5月にワタナベエンターテインメントから新設された系列事務所「DIVE'」に移籍となった[24]。
- ファイナル開催日：2013年11月3日[23][25]
- 応募者総数：約3万人[23][25]
- 最終選考出場人数：8人[23][25]
- 受賞者：[23][25]
  - グランプリ：楡木直也[注 10]
  - 準グランプリ：太田啓斗・谷井優貴
  - non-no賞：楡木直也
  - D-BOYSドラマ賞：楡木直也
- 主な最終選考出場者：中尾暢樹・中村太郎・東啓介

## 関連グループ

### 派生グループ
D2
2009年にD-BOYSの弟的ユニットとして始動し、2013年10月にD-BOYSに加入。詳細は該当記事参照。
D☆DATE
2010年に結成された音楽グループ。詳細は該当記事参照。
Discovery / Development
Discovery（旧名「p.o.t challenge」）は、D-BOYSオーディション受賞者などからD-BOYS加入を目指す育成システムで、東啓介・太田啓斗・谷井優貴などが所属した。2015年にD-BOYSに加入した宮崎秋人はこの「p.o.t challenge」出身である。Developmentは、Discoveryを卒業した者が個々に俳優として活動しながらD-BOYS加入を目指すシステムで、安川純平・楡木直也などが在籍した。Discovery・Developmentメンバーはすべて当時DIVE'所属。
妖〜AYAKASHI〜
メンバー：中尾暢樹・楡木直也・東啓介・安川純平・谷井優貴
2015年、D-BOYS出演のバラエティ番組『7Days BOYS 〜ボクタチの超☆育成計画〜』にて結成された、阿久津愼太郎が総合プロデュースを務める「妖怪を擬人化する」というコンセプトのユニット。同年末で活動終了。

### 地域弟分グループ
ワタナベエンターテインメントの各支社（地域事業本部）に籍を置く関連グループ。
劇団Patch
関西版D-BOYSとして2012年に始動。詳細は該当記事参照。
MAG!C☆PRINCE（マジックプリンス）
2016年に結成された東海地方を拠点に活動するグループ。詳細は該当記事参照。
九星隊（ナインスターズ）
2017年に結成された九州地方を拠点に活動するグループで、MAG!C☆PRINCEの弟分的位置付けにあたる。詳細は該当記事参照。

## 出演
（D-BOYSとしての出演）

### バラエティ
- DD-BOYS（2006年4月 - 9月、テレビ朝日）
- D-BOYS BE AMBITIOUS（2010年7月 - 12月、テレビ東京[注 11]）レギュラー：D☆DATE
- カタリダス〜MAKE IT GREAT〜（2010年10月 - 12月、TBS）
- 7Days BOYS 〜ボクタチの超☆育成計画〜（2015年4月 - 6月、テレビ神奈川ほか）

### テレビドラマ
- ザ・ヒットパレード〜芸能界を変えた男・渡辺晋物語〜（2006年5月、フジテレビ）
- D×TOWN（2012年4月 - 9月、テレビ東京）五十嵐・鈴木・山田裕・瀬戸・遠藤・柳下が各作品で主演
- D-BOYSお正月スペシャルドラマ「巫女に恋して」（2014年1月、テレビ東京）山田裕[注 12]
- D-BOYS 10th Anniversary Project ショートフィルムフェスティバル（2014年1月24日、朝日放送）[27][28][29]
  - 「Breed in 10 hours」西井・陳内・荒井
  - 「10年目の告白」柳下・堀井
  - 「10分な学級会」池岡・近江・根岸・前山・志尊

### 配信ドラマ
- GIFT 〜今夜、幸せの時間お届けします〜（2010年2月 - 4月、BeeTV）荒木・瀬戸・牧田・三上・碓井

### 舞台
Dステ（D-BOYS STAGE）の詳細は、Dステを参照
- OUT OF OUDER 〜偉人伝心〜（2007年3月 - 4月）
- Dステ
  - D-BOYS STAGE vol.1「完売御礼」（2007年6月）
  - D-BOYS STAGE vol.2 「ラストゲーム」（2008年6月 - 7月）
  - D-BOYS STAGE vol.3「鴉 〜KARASU〜 04」（2009年4月）
  - D-BOYS STAGE vol.3「鴉 〜KARASU〜 10」（2009年10月）
  - D-BOYS STAGE 2010 trial-1「NOW LOADING」（2010年4月 - 5月）
  - D-BOYS STAGE 2010 trial-2「ラストゲーム」（2010年8月 - 9月）
  - D-BOYS STAGE 2010 trial-3「アメリカ」（2010年9月 - 10月）
  - D-BOYS STAGE 2011「ヴェニスの商人」（2011年4月 - 5月）
  - D-BOYS STAGE 9th「検察側の証人」（2011年10月 - 11月）
  - D-BOYS STAGE 10th「淋しいマグネット」（2012年4月 - 5月）
  - Dステ 11th「クールの誕生」（2012年8月 - 9月）
  - Dステ 12th「TRUMP」（2013年1月 - 2月）[注 13]
  - Dステ 13th「チョンガンネ 〜おいしい人生お届けします〜」（2013年4月 - 5月）
  - Dステ 14th「十二夜」（2013年10月）
  - Dステ 15th「駆けぬける風のように」（2014年10月 - 11月）
  - Dステ 16th「GARANTIDO」（2015年5月）
  - Dステ 17th「夕陽伝」（2015年10月 - 11月）
  - 宮本武蔵（完全版）（2016年8月）
  - Dステ 19th「お気に召すまま」（2016年10月 - 11月）
  - Dステ 20th「柔道少年」（2017年2月）

### ラジオ
- D-RADIO BOYS featuring D-BOYS（2007年10月 - 2011年9月、bay-fm）

メインパーソナリティ：和田・五十嵐
- 青春アドベンチャー（NHK-FM）
  - 「ゴー・ゴー！チキンズ」（2009年10月26日 - 11月6日）加治・山田悠・足立・中村[30]
  - 「ゴー・ゴー！チキンズ　パート2」（2010年7月26日 - 8月6日）加治・山田悠・足立・中村[31]
- D-BOYS BE AMBITIOUS（2010年7月 - 12月、InterFM[注 11]）
- D-RADIO BOYS SUPER（2011年10月 - 2017年9月、bay-fm）

メインパーソナリティ：
2011年10月 - 12月、鈴木・荒木
2012年1月 - 3月、牧田・堀井
2012年4月 - 6月、瀬戸・柳下
2012年7月 - 9月、三上
2012年10月 - 2017年9月、D☆DATE

### イベント
- 夏どこ2009（2009年7月18日 - 8月31日、アキバホール）
- 春どこ2010（2010年3月31日 - 4月3日、新宿FACE）
- 夏どこ2010（2010年7月19日、幕張イベントホール）
- 春どこ2011（2011年2月11日 - 2月13日、恵比寿ザ・ガーデンホール）
- 夏どこ2011（2011年7月18日、幕張イベントホール）
- 10th Anniversary Project「10thどこ」（2014年1月 - 7月）
- D-LIVE 2015（2015年8月7日 - 10日、恵比寿ザ・ガーデンホール）

## 作品

### DVD
Dステ関連の作品については該当記事を参照
- D-BOYS BOY FRIEND series（ジェネオン・ユニバーサル・エンターテイメントジャパン）
  - vol.1「五十嵐隼士 NO-FICTION」（2009年6月24日） CLVS-1008
  - vol.2「中村優一 SELF-DISCOVERY」（2009年8月21日） CLVS-1016
  - vol.3「鈴木裕樹 PEACEMAKER」（2009年9月18日） CLVS-1019
  - vol.4「荒木宏文 SUGAO」（2009年10月23日） CLVS-1024
  - vol.5「柳下大 TOMORROW」（2009年11月26日） CLVS-1037
  - vol.6「城田優 YU channel」（2009年12月23日） CLVS-1045
  - vol.7「荒木宏文 / 五十嵐隼士 / 碓井将大 / 鈴木裕樹 / 瀬戸康史 / 中村優一 / 三上真史 7HEROES」（2010年2月24日） CLVS-1058
  - vol.8「高橋龍輝 SUPER ROOKIE」（2010年3月25日） CLVS-1062
  - vol.9「橋本汰斗 TIGHT RIZM」（2010年4月21日） CLVS-1065
  - vol.10「瀬戸康史 SET OUT」（2010年5月26日） CLVS-1071
- 夏どこ2009（2009年12月16日、ソニー・ミュージックエンタテインメント）
  - 風〜Team Wind バージョン（SSCX-10471 - 10475）
  - 山〜Team Mountain バージョン（SSCX-10476 - 10480）
  - 河〜Team River バージョン（SSCX-10481 - 10485）
- 春どこ2010（2010年7月14日、ソニー・ミュージックエンタテインメント）
  - 〜桃〜（SSBX-2501）
  - 〜桜〜（SSBX-2502）
- 夏どこ2010（2010年12月15日、ポニーキャニオン）
  - -D-BOYS 大運動会-（PCBP-11990）
  - -D-BOYS フットサルワールドカップ-（PCBP-11991）
- 夏どこ2011（2012年12月7日、ポニーキャニオン）
  - -D-BOYS フィールド競技編-（PCBG-51488）
  - -D-BOYS ドッジボール編-（PCBG-51489）

## 書籍

### 写真集
- D-BOYS（2005年4月、東京ニュース通信社） ISBN 978-4-92-456642-2
- START!（2006年3月、学習研究社） ISBN 978-4-05-403035-0
- DASH!（2008年12月、角川マガジンズ） ISBN 978-4-04-895035-0
- DARLING（2010年3月、主婦と生活社） ISBN 978-4-39-113869-6

### 雑誌連載
- De☆View「D-DAYS」（2010年 - 、オリコン・エンタテインメント）
- 読楽「読書男子」（2011年12月 - 2013年2月、徳間書店）

### 新聞連載
- SANKEI EXPRESS「D-BOYS 役者魂」（2010年6月 - 2011年12月、産経新聞社）
- SANKEI EXPRESS「D-Next」（2011年1月 - 2012年12月、産経新聞社）

### 文庫小説
- D-BOYS 恋するハイスクール・デイズ!（2015年2月25日、集英社ピンキー文庫、著：くらゆいあゆ）ISBN 978-4-08-660139-9　 メンバーの内、堀井新太・山田裕貴・根岸拓哉による原案をもとに小説化。

## 関連プロジェクト

### D-BOYS SING project
『D-BOYS SING project』（ディーボーイズシングプロジェクト）とは、ワタナベエンターテインメントによる男性ボーカル・ダンスユニット育成プロジェクトの総称。関連のD-BOYSとは別に独立した企画・組織である。
「音楽で日本と世界に挑戦する若手男性アーティスト」をコンセプトに始動し、
2021年に第1期オーディションを実施。
オーディションに合格したメンバーは「#DBSing」として活動中。
事務所のプロジェクトの一環であるため、グループやメンバーの入れ替えがある。
2024年12月26日にDBSingから選抜されたメンバーによる初のグループ、「#SEVENIC」が結成された。

### 活動
ライブ
- D-BOYS SING project～UP!～ [参考 2]（2023年12月22日、表参道GROUND） - 加藤大悟、DBSing
- 加藤大悟×DBSing プロジェクトライブ- UP! - vol.2  [参考 3]（2024年12月26日、1000 CLUB） - 加藤大悟、DBSing

イベント
- ～D-BOYS SING project～新メンバー＆新曲お披露目イベント [参考 4][32]（2024年5月8日、K-Stage O!） - DBSing、FISHBOY(MC)

### 活動チーム
| 名前     | 活動時期       | 備考                                                                  |
| -------- | -------------- | --------------------------------------------------------------------- |
| DBSing   | 2022年8月12日  | プロジェクト内ユニット。初期は「都内の練習生」としてSNS活動をしていた |
| 加藤大悟 | 2023年12月22日 | 旗揚げライブより参加                                                  |
| SEVENIC  | 2025年春       |                                                                       |

### DBSing
D-BOYS SING projectの中で活動するユニットのひとつで、サバイバル型育成ユニットとして2022年より活動開始。
このDBSingから、ユニットデビューを勝ち取るべく日々活動を行っている。これまでに複数回、のべ応募総数5000人以上のオーディション選ばれたメンバーで構成されている。
以前は『D-BOYS SING／都内の練習生』として活動していたが、2023年11月よりプロジェクト名である『D-BOYS SING project』の名称と区別するために『DBSing（でぃーびーしんぐ）』と名前を改めた。

#### DBSingメンバー
Tiktok、Instagramでの紹介ページをもとに記述
| 名前                       | ニックネーム | 担当               | 生年月日              | 身長  | 出身   | TikTok初登場   | ペンライトカラー   | 期生   | 備考                                       |
| -------------------------- | ------------ | ------------------ | --------------------- | ----- | ------ | -------------- | ------------------ | ------ | ------------------------------------------ |
| ユウゴ（石河侑悟）         | ユウさん     | 美容部長           | 2001年10月5日（23歳） | 176cm | 岩手県 | 2022年8月13日  | サイレントパープル | 一期生 |                                            |
| トワ（永長叶遠）           | トーちゃん   | MC・メインボーカル | 2005年1月24日（20歳） | 162cm | 山梨県 | 2022年11月30日 | ビッグレッド       | 一期生 |                                            |
| タロウ（濱本羚太郎）       | タロロ       | 会話にならないNo.1 | 2006年1月16日（19歳） | 168cm | 佐賀県 | 2023年2月19日  | ビタミンイエロー   | 一期生 | Tiktok登場初期は「リョウタロウ」表記だった |
| ユウタ（加藤優太）         |              |                    | 2008年10月6日（16歳） | 176cm | 新潟県 | 2024年4月14日  |                    | 二期生 |                                            |
| リオ（粕渕琉皇）           |              |                    | 2005年9月15日（19歳） | 168cm | 大阪府 | 2024年4月14日  |                    | 二期生 |                                            |
| リョウタロウ（池田遼太郎） |              |                    | 2004年10月2日（20歳） | 175cm | 北海道 | 2024年4月14日  |                    | 二期生 |                                            |
| コウヘイ（永塚康平）       |              |                    | 2007年1月23日（18歳） | 164cm | 静岡県 | 2024年4月14日  |                    | 二期生 |                                            |

### 現在活動のないメンバー
一時期TikTokに登場したり、ライブ出演していたものの、現在D-BOYS SINGとして活動のないメンバー。
| 名前                 | ニックネーム | 担当             | 生年月日              | 身長      | 出身   | TikTok初登場  | ペンライトカラー | 期生   | 備考                    |
| -------------------- | ------------ | ---------------- | --------------------- | --------- | ------ | ------------- | ---------------- | ------ | ----------------------- |
| ヒョウ（斉藤飛燿）   |              |                  |                       |           |        | 2022年8月12日 |                  |        | BOYS PLANET2023へ参加   |
| タケル               |              |                  |                       |           |        | 2022年12月2日 |                  |        |                         |
| タク                 |              | メインボーカル   | 2003年4月24日（22歳） | 170cm     | 兵庫県 | 2022年8月17日 |                  |        |                         |
| べーやん（原部凌）   |              | ファッション担当 | 2003年7月21日（21歳） | 167cm     | 福岡県 | 2023年5月18日 |                  |        |                         |
| コウスケ（照井康祐） |              |                  | 2007年12月2日（17歳） | （173cm） | 千葉県 | 2024年4月14日 |                  | 二期生 | 2025年1月末にて活動終了 |

### オーディション
- 2021～2022年「D-BOYS SING」オーディション
- 2023年 D-BOYS SING / WE ACT Wオーディション
- 2024年 男性ダンス&ボーカルオーディション

### 略歴
2022年
- 8月12日　『D-BOYS SING（現:DBSing）』Tiktok始動
- 10月15日　『D-BOYS SING（現:DBSing）』Instagram始動
- 11月5日　Tiktokにて毎日22時投稿を実施

2023年
- 5月1日　しょこたんフェス オープニングアクト出演発表に合わせて白衣装アーティスト写真公開
- 6月11日　『D-BOYS SING（現:DBSing）』Twitter（現:X）開設
- 6月18日　my HERO Festival 2023公演後に初めての握手会を開催。希望者には参加無料でメンバー全員との握手を実施した。
- 8月1日　Tiktokの更新を月、水、金、土、日曜日の21時配信へと変更
- 11月8日　イベント出演に合わせて『DBSing』へ名称変更の発表
- 11月18日　インスタライブ配信企画にて6人のメンバーカラーとニックネームが決定

2024年
- 3月31日　『DBSing』YouTube開設
- 4月2日　DBSing公式インフォメーションページ公開
- 4月2日　新メンバー7人発表（二期生）。5月お披露目イベント開催告知[33][34][35]
- 5月8日　新メンバー＆新曲お披露目イベント実施
- 6月29日　ファンミにて新しいロゴの発表
- 9月29日　グループ初となるワンマンライブ『【DBSing】初ワンマンライブ -Call & Response-』実施
- 12月26日　神奈川・1000 CLUBにてD-BOYS SING projectとしてのライブ実施。DBSing活動中の13人から選抜グループ『SEVENIC』の発表

### 出演
イベント
- 『WATAKOライブ』Vol.2[参考 7][参考 8]（2022年10月15日、ワタナベエンターテイメントスクール中目黒館） - リョウ、ヒョウ、ケンタ、ユウゴ、タク、リク
- 『WATAKOライブ』Vol.3[参考 9][参考 10]（2023年3月3日、表参道GROUN） - リョウ、ケンタ、ユウゴ、タク、トワ、リョウタロウ
- 祝・日比谷野音100周年　 しょこたんフェス[36][37][参考 11]　オープニングアクト（2023年5月5日、日比谷野外大音楽堂） - リョウ、ケンタ、ユウゴ、タク、リク、トワ、リョウタロウ
- 加藤大悟2nd LIVE「PROLOGUE.B」[38][39][40]（2023年5月14日、豊洲PIT）- リョウ、ケンタ、ユウゴ、タク、リク、トワ、タロウ、べーやん
- Zコレクション[参考 12]（2023年6月12日、Zepp Diversity）- リョウ、ケンタ、ユウゴ、タク、リク、トワ、タロウ、べーやん
- my HERO Festival 2023[41][42]（2023年6月18日、KT Zepp Yokohama）- リョウ、ケンタ、ユウゴ、タク、リク、トワ、タロウ、べーやん
- F VILLAGE 超盆踊り[43][参考 13]（2023年8月11日、19日、20日、北海道ボールパークFビレッジ　WIND PLAZA） - リョウ、リク　The BONNERSとして参加
- ぽかぽか SUMMER FES[44][45][参考 14]（2023年8月13日、お台場冒険王「SUMMER SPLASH スタジアム」） - リョウ、タク、リク、タロウ
- SAMRISE Festival　OMATSURI EXPERIENCE[参考 15]（2023年9月10日、さいたまスーパーアリーナけやきひろば） -リョウ　The BONNERSとして参加
- みんなのたかみち ライトアップハロウィン POPUPカフェ[46][参考 16][参考 17]（2023年9月27日 - 10月31日、MIYASHITA PARK South） - リョウ、リク、タロウ
  - 2023年9月28日　リョウ、タロウ
  - 2023年9月30日　リョウ、リク、タロウ
  - 2023年10月5日　リョウ、タロウ
  - 2023年10月7日　リク、タロウ
  - 2023年10月8日　リョウ、タロウ
  - 2023年10月12日　リク、タロウ
  - 2023年10月14日　リク、タロウ
  - 2023年10月15日　タロウ
  - 2023年10月21日　リョウ、タロウ
  - 2023年10月26日　リク
  - 2023年10月28日　リョウ、タロウ
  - 2023年10月30日　リク
- 土佐兄弟のぶちアゲ文化祭2023[参考 18]　開演前パフォーマンス（2023年10月1日、Zepp Shinjuku） - リョウ、ケンタ、リク、タロウ
- 〜ワタナベギャグ道場〜『まいあんつとあそぼ」[参考 19]（2023年10月19日、新宿ハイジアV-1）- リョウ、リク、タロウ
- 文化放送presents ワタ祭!～ワタナベ芸人文化祭～　[参考 20]（2023年11月3日、文化放送メディアプラスホール） - リョウ、リク
- 座盆祭2023[参考 21]（2023年11月3日、東京タワー南側駐車場） - リョウ、リク　The BONNERSとして参加
- まつどこどもの笑顔応援フェスタ2023[参考 22][参考 23]（2023年11月12日、森のホール21 小ホール） - リク・リョウ・タロウ・ユウゴ・トワ
- 『WATAKOライブ』Vol.6[参考 24]（2023年11月18日、ワタナベエンターテイメントカレッジ中目黒館） - リク・リョウ・タロウ・ユウゴ・トワ
- JAM HEADS初主催LIVE「NEW JACKS」[参考 25]（2023年12月5日、渋谷DIVE） - リク・リョウ・タロウ・ユウゴ・トワ
- D-BOYS SING project～UP!～ （2023年12月22日、表参道GROUND） - リク・リョウ・タロウ・ケンタ・ユウゴ・トワ
- OTOKOMAE フェス[参考 26][47]（2024年1月16日、国立代々木競技場 第一体育館）- リョウ・タロウ・ケンタ・ユウゴ・トワ
- AKTIE (アクティ)[参考 27]（2024年2月9日、六本木 unravel Tokyo）- リョウ・タロウ・ケンタ・ユウゴ・トワ
- トーキョークライマックス~大阪編~[参考 28]（2024年2月17日、心斎橋 SUNHALL）- リク・リョウ・タロウ・ケンタ・ユウゴ・トワ
- AKTIE (アクティ) -DAY GAME-[参考 29]（2024年3月9日、六本木 unravel Tokyo）- リク・リョウ・タロウ・ケンタ・ユウゴ・トワ
- ZENITH（2024年3月21日、DESEO mini with VILLAGE VANGUARD）- リク・リョウ・タロウ・ケンタ・ユウゴ・トワ
- JAM HEADS主催LIVE「NEW JACKS Vol.2」[参考 30]（2024年4月5日、渋谷DIVE） - リク・タロウ・ケンタ・ユウゴ・トワ
- AKTIE GW SPECIAL - NIGHT GAME -[参考 31]（2024年4月30日、六本木 unravel Tokyo）- リク・リョウ・タロウ・ケンタ・ユウゴ・トワ
- ～D-BOYS SING project～新メンバー＆新曲お披露目イベント（2024年5月8日、K-Stage O!）
- -OUTBREAK- vol.2（2024年5月20日、WOMBLIVE） -リョウ、リク、ユウゴ、トワ、ショウ、コウヘイ、ケンタ
- DOL FES TOUR 2024 in YOANI STATION LIVE（2024年6月15日、代アニライブステーション）
  - 1部：ショウ、リョウタロウ、オオジュ、タロウ、トワ、ケンタ、ユウタ
  - 2部：リク、リョウ、コウヘイ、コウスケ、リオ
- STRUGGLE  Vol.3（2024年6月17日、GOTANDA G7） -リク、リョウ、コウヘイ、コウスケ、リオ
- BUFFES men's Vol.1（2024年7月2日、きゅりあん品川区総合区民会館）
- OUTBREAK vol.3（2024年7月12日、渋谷WOMB） -リク、リョウ、コウヘイ、ケンタ、タロウ、トワ、ショウ
- シンセレ2024[参考 32]（2024年7月16日、新宿ReNY）- コウヘイ、ケンタ、リク、リョウ、ユウゴ、トワ、ショウ
- AKTIE[参考 33]（2024年7月23日、六本木 unravel Tokyo）- リョウ、リク、ユウゴ、タロウ、ショウ、コウヘイ、ケンタ
- ALL IN presents  RAISE 東名阪 VS TOUR -名古屋公演- [参考 34]（2024年7月27日、名古屋RADHALL）- リョウ、リク、ユウゴ、トワ、ショウ、コウヘイ、ケンタ
- GRAND SLAM [参考 35]（2024年8月17日、渋谷ストリームホール）
- AKTIE[参考 36]（2024年8月14日、duo MUSIC EXCHANGE）
- THAI EXPO TOKYO[参考 37]（2024年8月18日、代々木公園イベント広場）
- NEWDAY #3  [参考 38]（2024年8月21日、SHIDAXカルチャーホール）- リク、ケンタ、コウヘイ、タロウ、オオジュ、コウスケ、トワ
- ALL IN presents  RAISE 東名阪 VS TOUR -大阪公演- [参考 39]（2024年8月25日、アメリカ村 FANJ twice）- リク、リョウ、ケンタ、タロウ、コウヘイ、トワ、ユウゴ
- JAM HEADS主催LIVE「NEW JACKS Vol.3」[参考 40]（2024年9月7日、恵比寿ザ・ガーデンルーム） -
- BOYS FILE presents FULL VOLTAGE TOKYO -AUTUMN FESTA-[参考 41]（2024年9月14日、浅草VAMPKIN）
- OUTBREAK 2024 SUMMER[参考 42]（2024年9月17日、白金高輪SELENEb2）- ケンタ、リク、コウスケ、コウヘイ、ユウゴ、タロウ、トワ
- SWISH 2024 autumn SHIBUYA day1[参考 43]（2024年10月8日、clubasia）- トワ、ケンタ、コウヘイ、リク、リョウ、タロウ、コウスケ
- トーキョークライマックス×TALKIN NEO Vol.4[参考 44]（2024年10月20日、日本橋三井ホール）
- NEWDAY #5 [参考 45]（2024年10月29日、SHIDAXカルチャーホール） - オオジュ、ショウ、リク、ケンタ、リョウタロウ、リョウ、リオ
- LIMI produced by OHL Inc.[参考 46]（2024年11月3日、SHIBUYA DIVE）
- Cypher -Vol.1-[参考 47]（2024年11月14日、SHIBUYA DIVE）
- Watanabe Actors Star Fes[参考 48]（2024年11月16日、TFT ホール 1000）
- あいじゃん FUJI-Q fes !! [参考 49]（2024年11月17日、富士急ハイランド内セントラルパークステージ）
- シンセレ2024[参考 50]（2024年11月19日、新宿ReNY） - リク、ケンタ、リョウ、ショウ、リオ、オオジュ、トワ
- AKTIE[参考 51]（2024年12月5日、神奈川・1000 CLUB）- リョウ、タロウ、トワ、ケンタ、ショウ、リオ、リョウタロウ、オオジュ、コウヘイ、ユウタ、コウスケ
- STAGE ON THE SHOW[参考 52]（2024年12月7日、横浜みなとみらいブロンテ）- リク、リョウ、タロウ、トワ、ケンタ、ショウ、リオ、リョウタロウ、オオジュ、コウヘイ、ユウタ、コウスケ
- BRIGHT[参考 53]（2024年12月11日、神奈川・1000 CLUB）
- UN!ON[参考 54]（2024年12月18日、神奈川・1000 CLUB）- リク、リョウ、ユウゴ、タロウ、トワ、ケンタ、ショウ、リオ、リョウタロウ、オオジュ、コウヘイ、ユウタ
- なごやエンタメ祭り-2025-COUNTDOWN LIVE Vol.1[参考 55]（2025年1月10日、ダイアモンドホール）- トワ、タロウ、ユウタ、リオ、コウヘイ
- BOYS FILE presents FULL VOLTAGE TOUR 2025 -TOKYO-[参考 56]（2025年1月22日、浅草VAMPKIN）- トワ、タロウ、リオ、コウヘイ、リョウタロウ
- BRIGHT[参考 57]（2025年1月30日、1000 CLUB）- トワ、タロウ、コウヘイ、リョウタロウ、ユウタ
- SOLARIS[参考 58]（2025年2月5日、GOTANDA G7）- トワ、タロウ、リオ、コウヘイ、リョウタロウ
- バラッチェFESTIVAL  SP Vol.1[参考 59]（2025年2月11日、with 原宿ホール）-
- SWISH 2025 winter SHIBUYA[参考 60]（2025年2月14日、clubasia）- トワ、リオ、コウヘイ、リョウタロウ、ユウタ
- シンセレ2025[参考 61]（2025年2月17日、新宿ReNY） - トワ、タロウ、コウヘイ、リョウタロウ、ユウタ
- Impression[参考 62]（2025年2月27日、下北沢シャングリラ）- トワ、タロウ、ユウタ、リオ、リョウタロウ
- PIW Fes Vol.6[参考 63]（2025年3月3日、五反田G7）- ユウゴ、トワ、タロウ、リオ、リョウタロウ
- トーキョークライマックス[参考 64]（2025年3月7日、K-Stage O!）- トワ、タロウ、リョウタロウ、ユウゴ、リオ
- トーキョークライマックス[参考 65]（2025年3月8日、クイーンズスクエア横浜 クイーンズサークル）- ユウゴ、トワ、タロウ、リオ、リョウタロウ、ユウタ、コウヘイ
- STAGE ON THE SHOW[参考 66]（2025年3月20日、川崎CLUB CITTA）- ユウゴ、トワ、タロウ、リオ、リョウタロウ、ユウタ、コウヘイ
- OUTBREAK vol.6[参考 67]（2025年3月21日、シダックスカルチャーホール）- ユウゴ、トワ、タロウ、リオ、リョウタロウ、ユウタ、コウヘイ
- シンセレ12th AnniversarySP Day1[参考 68]（2025年3月24日、新宿ReNY）- ユウゴ、トワ、タロウ、リオ、リョウタロウ、ユウタ、コウヘイ
- BRIGHT[参考 69]（2025年3月31日、1000CLUB）- ユウゴ、トワ、タロウ、リオ、リョウタロウ、ユウタ、コウヘイ

ファンミーティング
- DBSing UP!UP!UP!UP!UP!UP!UP!〜初配信リリースお祝い編〜[参考 70]（2024年6月29日、ワタナベエンターテインメント本社1階）
- DBSing UP!UP!UP!UP!UP!UP!〜MV鑑賞会編〜 [参考 71]（2024年7月28日、ワタナベエンターテインメントカレッジ中目黒館）
- DBSing UP!UP!UP!UP!UP!〜SUMMER VIBER配信おめでとう編〜 [参考 72]（2024年8月30日、ワタナベエンターテインメントカレッジ中目黒館※台風接近のため延期 →2024年9月1日、ワタナベエンターテインメント本社1階）
- DBSing UP!UP!UP!UP!〜目指せ『-Call & Response-』マスターへの道〜 [参考 73]（2024年9月29日、K-Stage O!）
- DBSing UP!UP!UP! 『～ハッピーハロウィン編～』[参考 74]（2024年10月27日、ワタナベエンターテインメントカレッジ中目黒館）
- DBSing UP!UP!『〜底抜けに"Thanks"Party!〜』[参考 75]（2024年11月24日、ワタナベエンターテインメントカレッジ中目黒館）

ワンマンライブ
- 【DBSing】初ワンマンライブ -Call & Response-[参考 76][48][49][50][51][52][53]（2024年9月29日、K-Stage O!）

テレビ番組
- ぽかぽか「箱の中身は何イケメン？」（2023年10月5日、フジテレビジョン） - リク
- ぽかぽか「ぱくぱく！岩井のわんぱくワンスプーン」（2023年10月20日、フジテレビジョン） - リョウ
- へんテナ（2023年12月20日、Eテレ） - リク・リョウ・タロウ・ユウゴ・トワ
- おっさんのパンツがなんだっていいじゃないか!（2024年1月6日 - 、東海テレビ） - 作中オリジナルアイドルRANDOMとして　リク・リョウ
- ぽかぽか「ずっとみ」イケメンボキボキ（2024年3月5日、フジテレビジョン） - リク・リョウ・ユウゴ・トワ

メディア掲載
- 『WiNK UP（ウインクアップ）』 -  2024年7月号（2024年、ワニブックス） - 明石陸、石河侑悟
- TOPICOOL -  独占インタビュー 前半[54]（2024年7月18日）- リク、ユウゴ、コウスケ、オオジュ、ユウタ、リオ
- TOPICOOL -  独占インタビュー 後半[55]（2024年7月18日）- リョウ、トワ、タロウ、ケンタ、ショウ、リョウタロウ、コウヘイ
- 『WiNK UP（ウインクアップ）』 -  2024年9月号（2024年8月6日、ワニブックス） - 明石陸、倉由竜宇、森本健太
- 『POTATO』 -  2024年9月号（2024年8月6日、ワン・パブリッシング） - 明石陸、倉由竜宇、森本健太
- 『WiNK UP（ウインクアップ）』 -  2025年1月号（2024年12月6日、ワニブックス） - 明石陸、楢原聖、粕渕琉皇

ラジオ
- 渋谷のラジオの惑星 ぴぴっと侵略season2 [参考 77]（2024年10月28日、渋谷のラジオ） - リク、ショウ
- エンタメ楽院 （2024年11月16日、FM FUJI） - コウヘイ、トワ

配信番組
- はまゆりAIランド [参考 78]（2024年10月9日、ORICON NEWS公式YouTubeチャンネル） - リョウ

### オリジナル楽曲
| 曲名          | 初披露日       | 配信日        | 備考                         |
| ------------- | -------------- | ------------- | ---------------------------- |
| Easy as pie   | 2023年5月5日   |               |                              |
| Show me love  | 2023年5月5日   |               |                              |
| Luv sick      | 2023年5月5日   |               |                              |
| What innobate | 2024年5月8日   | 2024年6月30日 | FISHBOYプロデュース          |
| SUMMER VIBER  | 2024年8月14日  | 2024年8月16日 |                              |
| Shine On You  | 2024年9月29日  | 2024年9月30日 |                              |
| オクリモノ    | 2024年12月26日 |               | メンバーの明石陸が作詞に参加 |

### SEVENIC
2024年3月から活動しているDBSingメンバー13人の中から選抜された5人で結成されたグループ。
グループ名の「SEVENIC（セヴニック）」は、『7つの大陸を繋ぐ唯一無二の音楽で世界を躍らせる』をテーマに、SEVEN：7つの大陸、NIC：「Unique（ユニーク）」と「Iconic（象徴的）」を掛け合わせた造語である。

#### SEVENICメンバー
| 名前                 | ニックネーム | 担当                   | 生年月日               | 身長  | 出身   | TikTok初登場 （DBSing時） | DBSing時 ペンライトカラー | 現メンバーカラー | 期生 （DBSing時） | 備考                  |
| -------------------- | ------------ | ---------------------- | ---------------------- | ----- | ------ | ------------------------- | ------------------------- | ---------------- | ----------------- | --------------------- |
| リク（明石陸）       | りっくん     | キラキラ唇担当         | 2001年9月8日（23歳）   | 182cm | 兵庫県 | 2022年8月29日             | シャイニーピンク          | ミントグリーン   | 一期生            | 2023年THE BONNERS参加 |
| リョウ（倉由竜宇）   | リダちゃん   | ダンスモンスター       | 2000年8月27日（24歳）  | 178cm | 大阪府 | 2022年8月12日             | ロイヤルブルー            | ライトブルー     | 一期生            | 2023年THE BONNERS参加 |
| ケンタ（森本健太）   | ケンケン     | 最年少ギャップ担当     | 2008年12月16日（16歳） | 171cm | 東京都 | 2022年8月12日             | エバーグリーン            | ファンキーピンク | 一期生            |                       |
| ショウ（楢原聖）     |              | ビジュアル担当         | 2006年3月17日（19歳）  | 171cm | 東京都 | 2024年4月14日             |                           | ワインレッド     | 二期生            |                       |
| オオジュ（原田旺慈） |              | おもしろ担当兼編集担当 | 2007年1月14日（18歳）  | 182cm | 京都府 | 2024年4月14日             |                           | ホワイト         | 二期生            |                       |

### 略歴
2024年
- 12月26日　グループ結成[56][57][58][59][60][61][62]

2025年
- 1月12日　毎週日曜日Youtube生配信の開始
- 2月2日　YouTube配信にてロゴの発表。SNSにて白衣装のお披露目
- 2月17日-21日　新アーティスト写真の公開
- 3月9日　YouTube配信にてメンバーカラーの発表

### 出演
イベント
- ゲッターズ飯田トークライブ2025 オープニングアクト[参考 79]（2025年2月24日、さいたま市文化センター大ホール）

ファンミーティング
- 1st FANMEETING　-Get Ready With SEVENIC-[参考 80]（2025年2月23日、ワタナベエンターテインメントカレッジ中目黒館）

メディア掲載
- Watamedia[63][64]（2025年2月6-7日）- ショウ
- Watamedia[65][66]（2025年2月14日）- ケンタ
- Watamedia[67][68]（2025年2月21日）- リョウ
- Watamedia[69][70]（2025年2月28日）- オオジュ
- Watamedia[71][72]（2025年3月7日）- リク

テレビ番組
- 夜な夜なプロジェクト（2024年5月～、BSフジ） -リョウ
  - お台場冒険王　番組イベント（2024年８月18日、フジテレビ広場 クルマ買取はソコカラ ステージ）

配信番組
- ミスタートロット ジャパン[参考 81]（2025年2月19日 - ）Lemino配信 -オオジュ